# 达芦那韦/考比司他
达芦那韦/考比司他在美國以商品名Prezcobix出售，在歐盟以商品名Rezolsta出售。是一種固定劑量組合（fix-dose combination）的抗反轉錄病毒藥物，用以預防與治療人類免疫缺乏病毒/愛滋病。它包含达芦那韦以及考比司他。达芦那韦是人類免疫缺乏病毒的蛋白酶抑制劑，而考比司他能藉由阻斷达芦那韦被CYP3A酵素代謝，來提高达芦那韦的藥效。
达芦那韦/考比司他於2014年11月獲准於歐盟使用；並於2015年1月獲准於美國使用。

## 外部連接
- . Drug Information Portal. U.S. National Library of Medicine.   [2020-12-07]. （原始内容存档于2020-03-26）.
- . MedlinePlus.   [2020-12-07]. （原始内容存档于2020-10-24）.
- . MedlinePlus.   [2020-12-07]. （原始内容存档于2020-10-21）.